# Чемпіонат Південної Америки з футболу 1922
Чемпіонат Південної Америки з футболу 1922 року — шостий розіграш головного футбольного турніру серед національних збірних Південної Америки. Турнір відбувався в Ріо-де-Жанейро з 17 вересня по 22 жовтня 1922 року і в ньому вперше взяло участь відразу п'ять збірних. Переможцем вдруге стала збірна Бразилії, яка виграла вирішальний додатковий матч у Парагваю.

## Формат
Відбірковий турнір не проводився. До участі у турнірі після однорічної перерви повернулось Чилі. П'ять учасників, Аргентина, Бразилія, Парагвай, Чилі і Уругвай, мали провести один з одним матч за круговою системою. Переможець групи ставав чемпіоном. Два очки присуджувались за перемогу, один за нічиєю і нуль за поразку. У разі рівності очок у двох лідируючих команд призначався додатковий матч.
Всі матчі були зіграні на стадіоні Ларанжейрас у Ріо-де-Жанейро.

## Підсумкова таблиця
| Збірна    | І | В | Н | П | ГЗ | ГП | Р  | О |
| --------- | - | - | - | - | -- | -- | -- | - |
| Бразилія  | 4 | 1 | 3 | 0 | 4  | 2  | +2 | 5 |
| Парагвай  | 4 | 2 | 1 | 1 | 5  | 3  | +2 | 5 |
| Уругвай   | 4 | 2 | 1 | 1 | 3  | 1  | +2 | 5 |
| Аргентина | 4 | 2 | 0 | 2 | 6  | 3  | +3 | 4 |
| Чилі      | 4 | 0 | 1 | 3 | 1  | 10 | −9 | 1 |

| 17 вересня 1922 |

| Бразилія | 1–1 | Чилі      |
| -------- | --- | --------- |
| Тату 9'  |     | Браво 41' |

| Ларанжейрас, Ріо-де-Жанейро Арбітр: Рікардо Вальяріно (Уругвай) |

| 23 вересня 1922 |

| Чилі | 0–2 | Уругвай                       |
| ---- | --- | ----------------------------- |
|      |     | Егуй 10' Урдінаран 19' (пен.) |

| Ларанжейрас, Ріо-де-Жанейро Арбітр: Франсіско Андреу (Парагвай) |

| 24 вересня 1922 |

| Бразилія    | 1–1 | Парагвай  |
| ----------- | --- | --------- |
| Амілкар 14' |     | Рівас 71' |

| Ларанжейрас, Ріо-де-Жанейро Арбітр: Норберто Ладрон де Гевара (Чилі) |

| 28 вересня 1922 |

| Аргентина                               | 4–0 | Чилі |
| --------------------------------------- | --- | ---- |
| К'єсса 10' Франсія 36', 41' Гасліні 75' |     |      |

| Ларанжейрас, Ріо-де-Жанейро Арбітр: Рикардо Вальяріно (Уругвай) |

| 1 жовтня 1922 |

| Бразилія | 0–0 | Уругвай |
| -------- | --- | ------- |
|          |     |         |

| Ларанжейрас, Ріо-де-Жанейро Арбітр: Сервандо Перес (Аргентина) |

| 5 жовтня 1922 |

| Парагвай                        | 3–0 | Чилі |
| ------------------------------- | --- | ---- |
| Рамірес 5' Лопес 78' Фретес 86' |     |      |

| Ларанжейрас, Ріо-де-Жанейро Арбітр: Сервандо Перес (Аргентина) |

| 8 жовтня 1922 |

| Уругвай     | 1–0 | Аргентина |
| ----------- | --- | --------- |
| Буффоні 43' |     |           |

| Ларанжейрас, Ріо-де-Жанейро Арбітр: Педро Сантос (Бразилія) |

| 12 жовтня 1922 |

| Уругвай | 0–1 | Парагвай   |
| ------- | --- | ---------- |
|         |     | Елісече 7' |

| Ларанжейрас, Ріо-де-Жанейро Арбітр: Педро Сантос (Бразилія) |

бірна Уругваю відмовилася брати участь в фінальному матчі через жахливу роботу бразильського судді
| 15 жовтня 1922 |

| Бразилія                    | 2–0 | Аргентина |
| --------------------------- | --- | --------- |
| Неко 42' Амілкар 86' (пен.) |     |           |

| Ларанжейрас, Ріо-де-Жанейро Арбітр: Франсіско Андре (Парагвай) |

| 18 жовтня 1922 |

| Парагвай | 0–2 | Аргентина               |
| -------- | --- | ----------------------- |
|          |     | Франсія 63', 79' (пен.) |

| Ларанжейрас, Ріо-де-Жанейро Арбітр: Енріке Вігнал (Бразилія) |

Після призначення пенальті збірна Парагваю покинула поле, тільки голкіпер Модесто Деніс залишився на воротах, але відбити пенальті він не зміг.

### Додатковий матч
Бразилія, Парагвай і Уругвай, які набрали рівну кількість очок, мали провести додаткові матчі між собою. Але оскільки Уругвай відмовився від продовження боротьби, пройшов лише один матч, зіграний між Бразилією і Парагваєм, який і мав визначити чемпіона.
| 22 жовтня 1922 |

| Бразилія                  | 3–1 | Парагвай |
| ------------------------- | --- | -------- |
| Неко 11' Форміга 48', 89' |     | Рівас    |

| Ларанжейрас, Ріо-де-Жанейро Арбітр: Сервандо Перес (Аргентина) |

## Чемпіон
| Чемпіон Південної Америки 1922 |
| ------------------------------ |
| Бразилія 2-й титул             |

## Найкращі бомбардири
4 голи
- Хуліо Франсія

2 голи
- Амілкар
- Форміга
- Неко